# Sandön (fartyg)

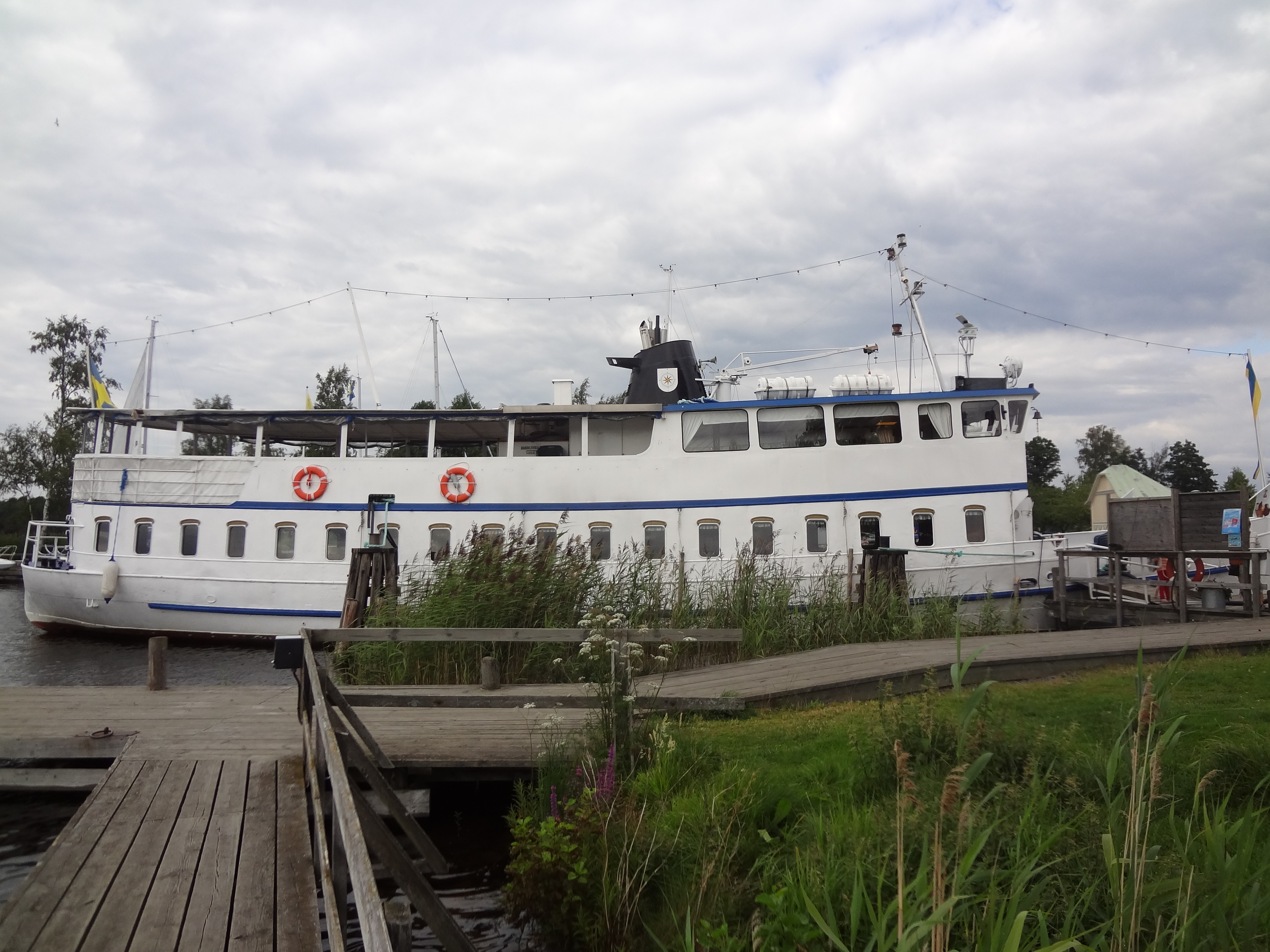
M/S Sandön i Karlsborg augusti 2012

Sandön är ett fartyg som byggdes 1910 vid Eriksbergs Mekaniska Verkstad i Göteborg som Bore. Fartygets varvsnummer är 149. Skrovet är av stål.
Fartyget var ursprungligen utrustat med en ångmaskin tillverkad vid Motala Verkstad som gav fartyget en fart av 9,5 knop. Passagerarkapaciteten var 242 passagerare.
Nuvarande maskineri är en Volvo Penta TAMD 162 om 450 hk. Passagerarkapaciteten är 170 passagerare.

Enligt notering i Motala Verkstads förteckning över levererade produkter levererades båten till ”Linköpings Bolaget”.

## Historik
- 1910 – Fartyget levererades från Eriksbergs Mekaniska Verkstad som Bore till Karlskrona fästning i Karlskrona. Fartyget användes som transportfartyg för Blekinge kustartilleri. -- Fartyget döptes om till Transportbåten Nr 1/KF.
- 1950 – C:a. Fartyget kolliderade utanför Stumholmen i tät dimma med M/S Imperator som sjönk. Ingen person skadades vid olyckan.
- 1955 – Fartyget byggdes om och motoriserades med en Bolinder-Munktell tändkulemotor om 300 hk. Radio och radar installerades.
- 1967 – Fartyget köptes av friherre Stig Folke Fromhold Fromholdsson Rehbinder i Stockholm. En omfattande ombyggnad gjordes vid Värtahamnen i Stockholm. En ny huvudmaskin installerades. Fartyget döptes om till Aurora Borealis.
- 1970 – Fartyget köptes av Rederi AB Saxaren i Stockholm. Huvudmaskinen byttes mot en begagnad maskin tillverkad 1961, en MWM TRHS 526A om 465 hk. Fartyget döptes om till Sandön och sattes i trafik i Stockholms skärgård.
- 1973 – Fartyget sattes i trafik på Vättern.
- 1977 16 maj. Fartyget köptes av Karlsborgs Marina AB i Karlsborg för 160 000 kr. Det döptes om till Sandön af Karlsborg.
- 1988 – Fartyget övergick till Rederi AB Karlsborgs Marina i Askersund.
- 1991 – Fartyget köptes av Sandön Karlsborg AB (Billy Öhlin) i Askersund.
- 1992 – Fartyget döptes om till Sandön.
- 1999 – Fartyget köptes av Chrissman Consulting & Trading AB i Askersund. Det sattes i trafik på Göta kanal.
- 2004 – 20 december. Fartyget köptes av Ageton Shipping Ltd, c/o Nordea Trust Corporation i Orchan på Isle of Man. Fartyget köptes samma dag av Dinema Care & Shipmanagement AB i Svartsjö.
- 2005 – 1 februari. Fartyget köptes av Spångbergs Rederi AB i Aspa Bruk. Det sattes i trafik  på Göta kanal.
- 2021 anlände M/S Sandön till Göteborg Pir 4 på Eriksbergs Kulturbåtshamns område med dragspel och vinkande flaggor.Det är ”BOHUSLINJEN” som förvärvat den gamla damen och Eriksberg blir hemmahamn framöver. För att befästa tillhörigheten till Eriksberg, kommer hon att söndag den 6 juni få ett namnbyte från ”M/S Sandön” till ”M/S  Eriksberg”